# باسکو هوگن
باسکو هوگِـن (انگلیسی: Bosco Hogan؛ زادهٔ ۱۹۴۹ میلادی) بازیگر اهل ایرلند است.
از فیلم‌ها یا برنامه‌های تلویزیونی که وی در آن نقش داشته‌است، می‌توان به کنت دراکولا، پرتره‌ای از مرد هنرمند در جوانی، اولین، وایکینگ‌ها و شاه آرتور اشاره کرد.